# Miradouro da Vigia das Baleias (Capelas)

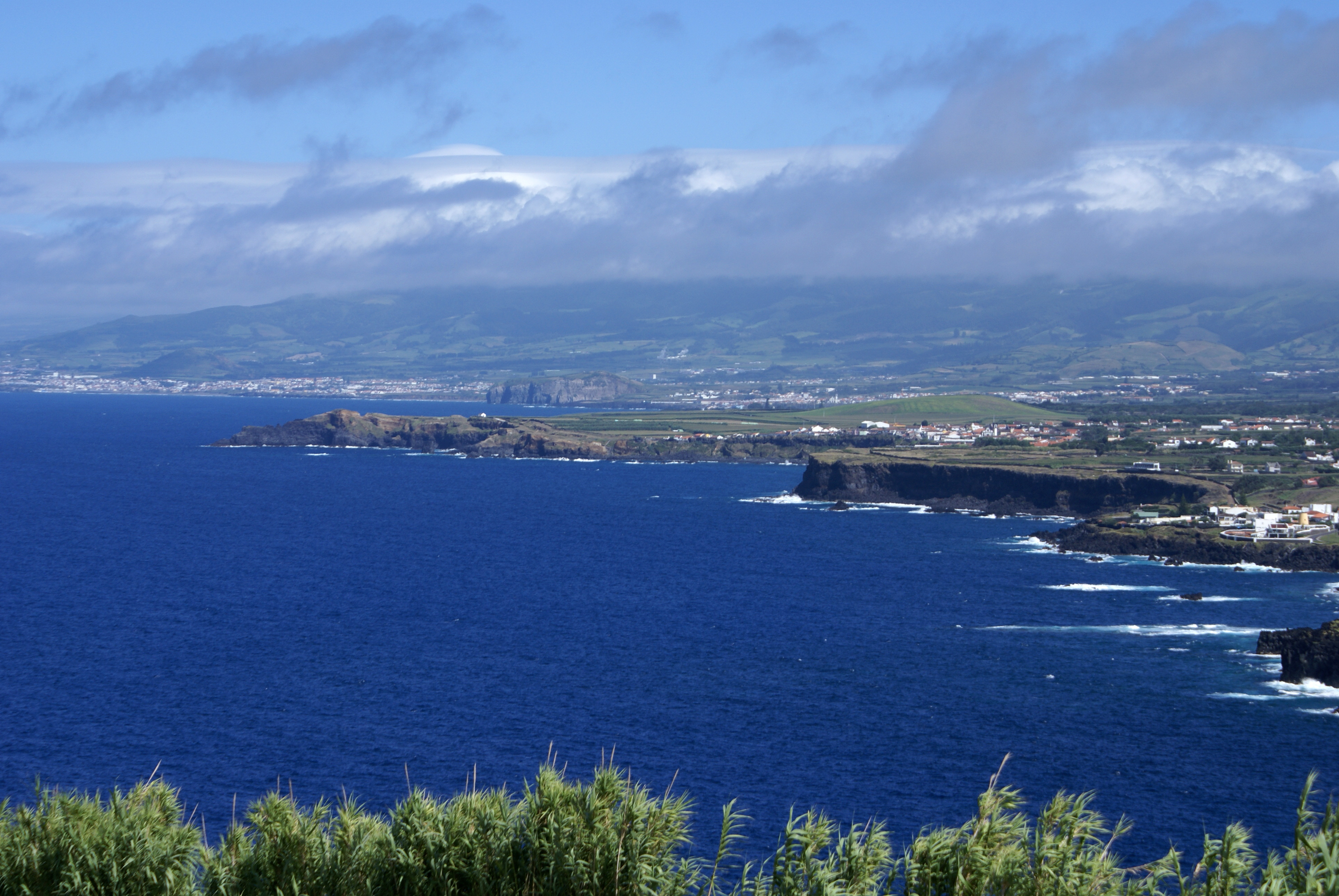
Miradouro da Vigia das Baleias.

O Miradouro da Vigia das Baleias (Capelas) é um miradouro português localizado na freguesia das Capelas, concelho de Ponta Delgada, ilha de São Miguel, arquipélago dos Açores. O miradouro é utilizado por empresa privada para a observação e localização de cetáceos, com fins destinados ao whale watching.
Este miradouro oferece à vista uma paisagem que se estende ao longo da costa Norte da ilha permitindo ver uma paisagem de grande amplitude tendo sempre o mar como fundo. 

## Referência
- n2cvl.com referência ao Miradouro da Vigia das Baleias